# Casal Cermelli
Casal Cermelli (Casal Sirmé o Casassirmé in piemontese) è un comune italiano di 1 180 abitanti della provincia di Alessandria, in Piemonte, situato nella pianura alessandrina a sinistra del torrente Orba.
Posto lungo la SP185 che collega le città di Alessandria e Ovada, Casal Cermelli è uno dei comuni principali dell'Alessandrino, regione geografica del Basso Piemonte che prende il nome dal capoluogo Alessandria. 
Il comune venne fondato dalla famiglia dei Cermelli nel medioevo sottraendo una frazione al comune di Castellazzo Bormida.

## Storia
Sino al 1929 Portanova fu sobborgo di Alessandria, indi passò frazione di Casal Cermelli. Aveva Chiesa parrocchiale con diverse Cappelle rurali e la Scuola Elementare.

La nuova Parrocchiale fu edificata tra il 1888 e il 1891. È dedicata a sant'Antonio da Padova e custodisce un dipinto della Sacra Famiglia della bottega del Maraglione (1595), proveniente dalla vecchia chiesa. Una lapide ricorda don Pietro Sommo e gli altri Benefattori che contribuirono alla costruzione.
Testimonianza della vivacità economica di questo piccolo territorio sono la costituzione nel 1899 della Società Operaia di Mutuo Soccorso di Portanova e nel 1910 della Latteria Sociale fondata per creare una industria casearia che mettesse a frutto l'ampliamento dei prati artificiali e naturali favoriti dalla razionale concimazione e per combattere la crisi dei cereali e vinicola che si era verificata. La Latteria Sociale fu sostenuta dagli insegnamenti del Professor Voglino della Cattedra Ambulante di Agricoltura di Alessandria e dalla moderna concezione della gestione agricola dei Pallavidino, particolarmente di Giovanni Pallavidino che della Società fu il fondatore e il Presidente.
Casal Cermelli è nota soprattutto per la raccolta storica dell'oro dalle sabbie del torrente Orba, per la quale si hanno testimonianze scritte a partire dal 1212.  Alla fine dell'Ottocento vi opero la "Società Svizzera dei Giacimenti Auriferi", poi trasformata in "Società Olandese",  che nel 1887 impiantò, proprio a Casal Cermelli, una draga per lo sfruttamento industriale delle sabbie aurifere, che circa un anno dopo fu travolta da una delle solite piene del torrente.
  
Attualmente la tradizione vive nella Cascina Merlanetta, dove sono state impiantate didattiche di lavaggio delle sabbie aurifere ed è prevista la costituzione di un Museo della ricerca.  A qualche centinaio di metri, lungo le sponde dell'Orba, in area di Parco Naturale e SIC (Sito di Importanza Comunitaria) è stata riservata un'area specifica per la Raccolta Amatoriale dell'Oro, l'unica esistente al Mondo.

### Simboli
Lo stemma e il gonfalone del comune di Casal Cermelli sono stati concessi con decreto del presidente della Repubblica del 16 febbraio 1999.

## Monumenti e luoghi d'interesse
- Chiesa della Beata Vergine Assunta, consacrata nel 1819
- Chiesetta di San Giovanni Battista
- Chiesa di Sant'Antonio a Portanova, realizzata alla fine del XIX secolo

## Società

### Evoluzione demografica
Abitanti censiti

## Geografia antropica

### Suddivisioni amministrative

#### Portanova
La frazione di Portanova riveste particolare importanza nel territorio perché fu una delle terre che parteciparono alla fondazione della città di Alessandria, realizzata negli anni intorno al 1168 per prevenire una eventuale nuova invasione barbarica successiva a quella di Federico Barbarossa. Poiché fu l'ultima delle dieci porte o luoghi che partecipò al consorzio di edificatori venne denominata "Porta-Nova" e questa denominazione sostituì quelle precedenti di Silva Urbæ e di Rondinella.

L'origine di Portanova risale al X secolo. La "Torre di Portanova" non è che il resto del castello edificato dai Dal Pozzo nel XVI secolo quando estesero il loro feudo di Retorto inglobando anche questo territorio e stabilendovi residenza estiva. Nelle mura della "Torre" sono ben visibili tratti di muratura eseguita con tecnica edificatoria dell'epoca barbarica.

Il torrente Orba, che lambisce il territorio, fu sempre motivo di preoccupazione per l'erosione e le piene, ma proprio questa vicinanza favorì la riduzione a coltura agricola molto fertile di quello che in origine non era altro che una selva boschiva ricca solo di selvaggina.

## Sport

### Calcio
La principale squadra di calcio della città è la Polisportiva Casalcermelli 2005 che milita nel girone N alessandrino di 2ª Categoria. È nata nel 2005.

## Amministrazione
Di seguito è presentata una tabella relativa alle amministrazioni che si sono succedute in questo comune.
| Periodo        | Periodo        | Primo cittadino         | Partito                                 | Carica  | Note  |
| -------------- | -------------- | ----------------------- | --------------------------------------- | ------- | ----- |
| 28 giugno 1988 | 7 giugno 1993  | Gian Carlo Cermelli     | indipendente                            | Sindaco | [ 7 ] |
| 7 giugno 1993  | 28 aprile 1997 | Gian Carlo Cermelli     | indipendente di sinistra                | Sindaco | [ 7 ] |
| 28 aprile 1997 | 14 maggio 2001 | Francesco Zanini        | lista civica                            | Sindaco | [ 7 ] |
| 30 maggio 2001 | 30 maggio 2006 | Francesco Zanini        | lista civica                            | Sindaco | [ 7 ] |
| 30 maggio 2006 | 16 maggio 2011 | Enrico Mario Bastianino | lista civica                            | Sindaco | [ 7 ] |
| 16 maggio 2011 | 6 giugno 2016  | Enrico Mario Bastianino | lista civica Torre spighe e foglie      | Sindaco | [ 7 ] |
| 6 giugno 2016  | 4 ottobre 2021 | Paolo Ambrogio Mai      | lista civica Insieme per Casal Cermelli | Sindaco | [ 7 ] |
| 4 ottobre 2021 | in carica      | Antonella Cermelli      | lista civica Il paese che vogliamo      | Sindaco | [ 7 ] |